# Garry Trudeau
Garretson Beekman Trudeau (Nueva York (Nueva York), 21 de julio de 1948) es un caricaturista estadounidense. Es conocido por ser el creador de la tira cómica Doonesbury.

## Biografía

### Primeros años
Trudeau nació en Nueva York, siendo hijo de Jean Douglas y Francis Berger Trudeau. Trudeau es bisnieto del Dr. Edward Livingston Trudeau, creador del Adirondack Cottage Sanitarium. Fue criado en Saranac Lake (Nueva York) y asistió a la St. Paul's School en Concord (Nuevo Hampshire). En 1966, matriculó en la Universidad Yale, en donde posteriormente se convirtió en miembro de Scroll and Key. Aunque inicialmente quería estudiar teatro, Trudeau se interesó por la dirección artística. Un dibujo suyo del mariscal de campo de Yale Brian Dowling para el Yale Daily News motivó la creación de una tira cómica para el periódico, Bull Tales, la predecesora de Doonesbury. Trudeau continuó sus estudios de posgrado en la Yale School of Art, obteniendo una maestría en diseño gráfico en 1973.

### Carrera
En 1970, la creación de Doonesbury fue sindicada por el Universal Press Syndicate. Actualmente, Doonesbury es sindicada a casi 1.400 periódicos y puede verse en línea en el sitio de la revista Slate.
Trudeau ha recibido numerosos reconocimientos por su labor. En 1975, se convirtió en el primer dibujante de tiras cómicas en ganar el Premio Pulitzer. En 1990, fue finalista para el mismo premio. En 1977, estuvo nominado al Óscar al mejor cortometraje animado por The Doonesbury Special, una colaboración con John Hubley y Faith Hubley. The Doonesbury Special ganó el Premio del Jurado al mejor cortometraje en el Festival Internacional de Cine de Cannes en 1978.
Además de Doonesbury, Trudeau también ha trabajado junto a Elizabeth Swados para escribir varias obras teatrales como Rap Master Ronnie y el musical Doonesbury). En 1998, Trudeau escribió la miniserie de HBO Tanner '88, dirigida por Robert Altman. En 2004, escribió la secuela de esta miniserie, titulada Tanner on Tanner.

## Premios y distinciones
Óscar
| Año  | Categoría                  | Película               | Resultado |
| ---- | -------------------------- | ---------------------- | --------- |
| 1978 | Mejor cortometraje animado | The Doonesbury Special | Nominado  |